# Estádio Major Antônio Couto Pereira

Hoofdtribune in het oosten

De lange kant tegenover de hoofdtribune en de Mauá

Het Estádio Major Antônio Couto Pereira, of simpelweg Couto Pereira is het thuisstadion van Coritiba uit de Braziliaanse stad Curitiba in de staat Paraná.

## Geschiedenis

### Bouw
In de eerste jaren van haar bestaan had Coritiba op verschillende, meestal gehuurde, terreinen haar thuiswedstrijden gespeeld. In 1927 kocht toenmalig voorzitter Antônio Couto Pereira een terrein van 36,300 m² op in de wijk Alto da Glória, met als doel niet langer afhankelijk te zijn van huurovereenkomsten die opgezegd konden worden. Met een flinke lening moest op dit terrein een stadion en kantoor voor de club worden gebouwd. De totale bouw kostte Cr$ 200 miljoen. In 1932 was het Estádio Belfort Duarte af. Het bestond uit één grote hoofdstribune en drie open kanten. Op 20 november 1932 werd de eerste wedstrijd gespeeld. Coritiba versloeg hierin América uit Rio de Janeiro met 4-2.
América was de club geweest van voetballegende Belfort Duarte, die verder niets met Coritiba te maken had. De naam was in eerste instantie een werktitel, maar omdat verschillende elementen binnen de club het niet eens konden worden over een andere naam, bleef het stadion 45 jaar lang Belfort Duarte heten.

### Renovatie en uitbreiding 1958
In de loop der jaren werden een aantal kleine veranderingen doorgevoerd aan het stadion. Zo kreeg het Belfort Duarte in 1942 voor het eerst lichtmasten. Deze werden voor het eerst gebruikt in een wedstrijd tegen Avaí, die door Coritiba met 4-2 werd gewonnen. De lichtmasten hadden een grote aantrekkingskracht en wisten zelfs de gouverneurs van Paraná en Santa Catarina te strikken om de wedstrijd te bezoeken.
In 1958 wordt besloten het stadion te renoveren en uit te breiden. De hoofdtribune werd steen voor steen nieuw opgebouwd en werd een stuk hoger. Bovendien werden de andere zijden van het veld ook voorzien van tribunes, zodat het Belfort Duarte een rond gesloten stadion werd. Het project begon op 6 januari van dat jaar. Via een loterij trachtte voorzitter Ayrton Cornelsen genoeg geld binnen te halen om het project uit te voeren. Het eerste deel van de verbouwing werd voltooid op 12 oktober 1958. De opbrengst van de loterij bleek echter niet voldoende om het gehele project te voltooien. Na een aantal jaren langzaam vooruit te zijn gekomen werd het project begin jaren 1960 stilgelegd. Ook sportief ging het Coritiba niet voor de wind. Midden jaren 1960 nam Evangelino da Costa Neves het voorzitterschap over en langzaam ging het sportief beter en werd er ook weer aan het stadion gewerkt. Bovendien dook ook Cornelsen weer op, dit keer met een loterij die door de hele staat werd gehouden en prijzen opleverde als huizen en auto's. Een gigantische som geld werd binnengehaald, waarvan zelfs nog een deel overbleef nadat de renovatie en uitbreiding voltooid was.

### Naamsverandering
Onder leiding van Evangelino da Costa Neves maakte de club vooral in de eigen staat grote successen door en werd het op nationaal niveau een geduchte tegenstander. In 1977 werd besloten het stadion een naam te geven die verbonden was met Coritiba. Het stadion kreeg daarmee de nieuwe naam Estádio Major Antônio Couto Pereira, naar de voorzitter die in 1927 de bouw van het stadion had begonnen.

### Renovatie 2005
In 1988 werd de gracht om het veld gebouwd. Deze moest het stadion een moderner karakter geven en had eveneens als functie zowel thuis- als uitsupporters te weerhouden het veld te betreden. In de daaropvolgende jaren werd echter weinig aan het stadion gedaan. Tegelijkertijd werden de eerst skyboxen geïnstalleerd, die het rijkere publiek een mogelijkheid tot meer comfort boden.
Begin januari 2005 werd begonnen met een nieuwe renovatie, die tot 1 mei van datzelfde jaar zou duren. In die tijd moest Coritiba haar wedstrijden voor het Campeonato Paranaense en Campeonato Brasileiro in de Pinheirão in Curitiba en het Estádio Willie Davids in Maringá spelen.
De eerste focus van de renovatie was op het veld. Het grasveld werd helemaal nieuw aangelegd en werd vergroot tot dimensies van 109 bij 72 meter. Het gras dat gebruikt werd is het type Bermuda 419. Ook een nieuw drainagesysteem werd geïnstalleerd om water effectiever af te kunnen voeren. De hoge hekken die de gracht omgaven werden gesloopt en kwamen niet meer terug. De club hoopte hiermee het zicht op het veld te verbeteren en het stadion een knusser karakter te geven. Ook het materiaal, van cornervlag tot doelpalen, werd vervangen. De dug-outs werden opnieuw ingericht om aan internationale maatstaven van de FIFA te voldoen. Voor de stoeltjes werd hetzelfde type gebruikt dat voorheen in de Amsterdam ArenA geïnstalleerd was.
De hoofdtribune kreeg bovendien 25 nieuwe skyboxen. Deze werden van tot dan toe ongeziene luxe voorzien zoals televisies, airconditioning met afstandsbediening, koelkasten, toiletten, geblindeerde ruiten en persoonlijke bediening, op te roepen op elk gewenst moment. In totaal kunnen daarmee 370 personen tegelijkertijd gebruikmaken van skyboxen in het Couto Pereira.
Er werd ook een nieuwe perszaal gebouwd. Hier kunnen na de wedstrijd zowel persconferenties als individuele gesprekken met spelers en trainers gehouden worden. De zaal is uitgerust met een uitgebreid geluidsysteem en internet. Ook de parkeerplaats werd nieuw ingericht en aan het stadion vast kwam een churrascaria.
Ten slotte werden twaalf grote tekeningen van helden uit het verleden aan de buitenkant van het stadion geïnstalleerd. 's Nachts worden deze door schijnwerpers in de kleuren van Coritiba verlicht.

## Statistieken

### Records
- Publiekrecord algemeen: 70.000 bezoekers bij bezoek van Paus Johannes Paulus II op 5 augustus 1980.
- Sportief publieksrecord: 65.943 bezoekers op 15 mei 1983 tijdens Atlético Paranaense- Flamengo.
- Publieksrecord Coritiba: 55.164 bezoekers op 17 december 1978 tijdens Coritiba - Atlético Paranaense
- Grootste uitslag: Coritiba - Selectie uit Guarapuava 12-3 (1958)
- Grootste nederlaag: Coritiba - Santos 3-10 (1942)

### Eigenschappen Stadion
Plattegrond Stadion
- Statribunes (19.400):
  - Bezoekersvak (Visitantes): 6.162 (3 ringen)
  - Bocht (Curva) van entree: 12.882 (3 ringen)
  - Clubleden (Social) - beneden: 334
  - Mauá: 20 (eerste ring)
- Zitplaatsen (17.412):
  - Clubleden - boven: 5.040
  - Clubleden - beneden: 1.027
  - Mauá: 11.345
- Skyboxen (370):
  - Bezoekersvak: 1 (21 plaatsen)
  - Clubleden - boven: 3 (39 plaatsen)
  - Clubleden - beneden: 25 (310 plaatsen)
- Toiletten: 13 dames, 12 heren
- Snack verkooppunten: 16
- Bewakingscamera's: 32
- Kleedkamers: 4
- Parkeerplaats: 2.000 plaatsen